# Correa, Mexiko
Correa är en ort i Mexiko.   Den ligger i kommunen Oluta och delstaten Veracruz, i den sydöstra delen av landet, 500 km öster om huvudstaden Mexico City. Correa ligger 49 meter över havet och antalet invånare är 331.
Terrängen runt Correa är platt. Runt Correa är det ganska tätbefolkat, med 52 invånare per kvadratkilometer. Närmaste större samhälle är Acayucan, 9,9 km norr om Correa. Omgivningarna runt Correa är en mosaik av jordbruksmark och naturlig växtlighet.